# Okres Olecko
Okres Olecko (polsky Powiat olecki) je okres v polském Varmijsko-mazurském vojvodství. Rozlohu má 873,83 km² a v roce 2019 zde žilo 34 148 obyvatel. Sídlem správy okresu je město Olecko.

## Gminy
Městsko-vesnická:
- Olecko

Vesnické:
- Kowale Oleckie
- Świętajno
- Wieliczki

## Město
- Olecko

## Sousední okresy
| Růžice kompasu | Węgorzewo | Gołdap       | Suwałki  | Růžice kompasu |
| Růžice kompasu | Giżycko   | Sever        | Suwałki  | Růžice kompasu |
| Růžice kompasu | Giżycko   | Okres Olecko | Suwałki  | Růžice kompasu |
| Růžice kompasu | Giżycko   | Jih          | Suwałki  | Růžice kompasu |
| Růžice kompasu | Giżycko   | Ełk          | Augustov | Růžice kompasu |